# Apollo (Mondkrater)
Apollo ist einer der größten Krater auf dem Erdmond. Die vor etwa 4 Milliarden Jahren entstandene Formation liegt im nordöstlichen Teil des Südpol-Aitken-Beckens auf der Mondrückseite. Der Apollo-Krater liegt auf der Grenze zwischen der zweiten und dritten Ringzone des Südpol-Aitken-Beckens; an seinem nordöstlichen Rand dominieren Minerale aus der Feldspatgruppe, während der südwestliche Rand noritisch geprägt ist, also von magmatischem Tiefengestein.
Der Großkrater hat die Form eines riesigen Doppelrings, wobei der Innenring etwa 200 km Durchmesser hat, und weist eine deutlich negative Schwereanomalie auf (negatives Mascon). Genau dieselbe Form des Doppelrings findet sich auch bei den nördlicher liegenden Riesenkratern Korolev und Hertzsprung. Ebenso haben die drei Großstrukturen der Mondrückseite Ähnlichkeiten im Schwerebild (schwächer auch zum Mare Orientale), was auf verwandte Entstehungsgeschichten hinweist.
Im Inneren der Formation befinden sich mehrere kleinere Krater, die zum Teil nach verunglückten Besatzungsmitgliedern von Raumfahrtmissionen (siehe auch Apollo 1, Challenger und Columbia) benannt worden sind.

## Innere Krater (Auswahl)

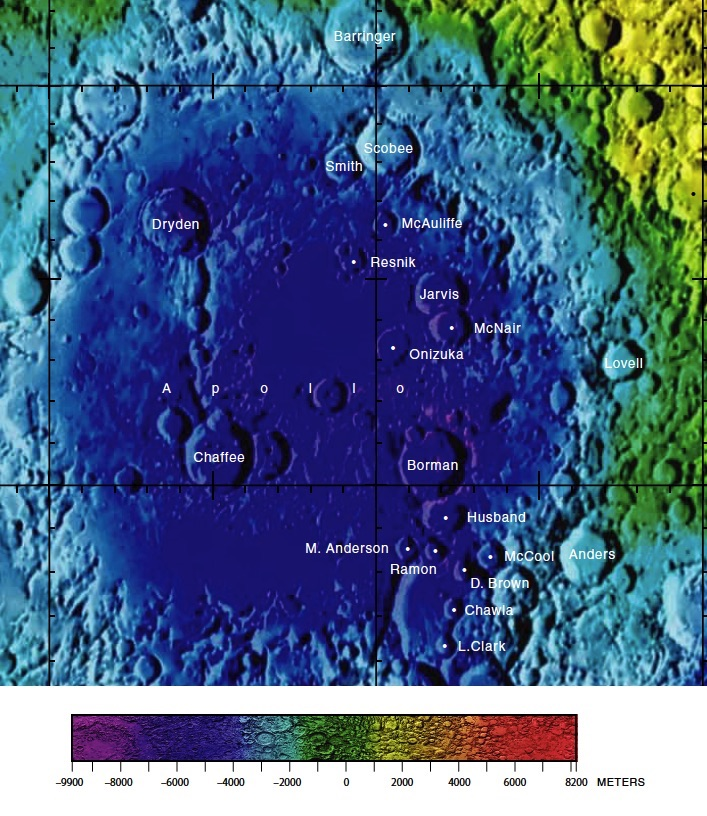
Topografische Karte mit den inneren Kratern

| Krater      | Breitengrad | Längengrad | Durchmesser | benannt nach        |
| ----------- | ----------- | ---------- | ----------- | ------------------- |
| Chawla      | 42,8° S     | 147,5° W   | 15 km       | Kalpana Chawla      |
| D. Brown    | 42,0° S     | 147,2° W   | 15 km       | David McD. Brown    |
| Husband     | 40,8° S     | 147.9° W   | 29 km       | Richard D. Husband  |
| L. Clark    | 43,7° S     | 147,7° W   | 16 km       | Laurel Clark        |
| McCool      | 41,7° S     | 146,3° W   | 21 km       | William C. McCool   |
| M. Anderson | 41,6° S     | 149,0° W   | 17 km       | Michael P. Anderson |
| Ramon       | 41,6° S     | 148,1° W   | 17 km       | Ilan Ramon          |